# Museo (Séville)
Pour les articles homonymes, voir Museo.
Museo est un quartier de la ville andalouse de Séville, en Espagne, situé dans le district Casco Antiguo. Son nom, qui signifie musée en espagnol, provient du Musée des beaux-arts de Séville, situé dans son secteur.

## Limites du quartier
Situé à l'ouest du district Casco Antiguo, le quartier est limité au nord par les quartiers de San Vicente et d'Encarnación-Regina, dont il est séparé par la rue San Laureano, la place Puerta Real et la rue Alfonso XII, à l'est par les rues Silencio, Monsalves, Fernán Caballero, San Eloy, Bailén et Ciriaco Esteban qui le séparent du quartier d'Alfalfa, au sud-est par les rues Moratín, Zaragoza, San Pablo, Santas Patronas et Almansa, par l'extrémité nord-ouest du Paseo de Cristóbla Colón et le pont Isabelle II qui le séparent du quartier d'El Arenal et au sud-ouest et à l'ouest par le canal Alphonse-XIII qui le sépare du district de Triana.

## Points d'intérêt
- Musée des beaux-arts de Séville
- Gare de Séville-Plaza de Armas, une ancienne gare ferroviaire utilisée jusqu'en 1990 avant d'être convertie en centre commercial et cinéma
- Église Sainte-Marie-Madeleine (Séville)

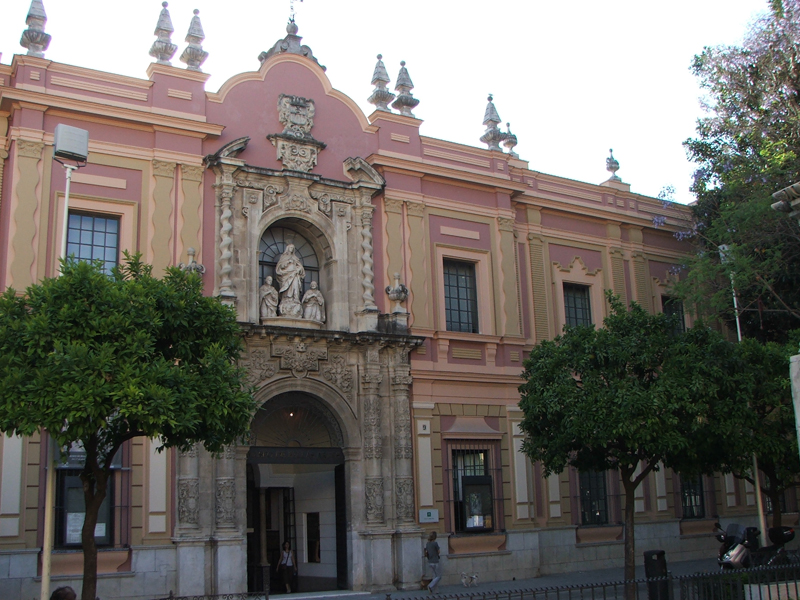
Musée des beaux-arts
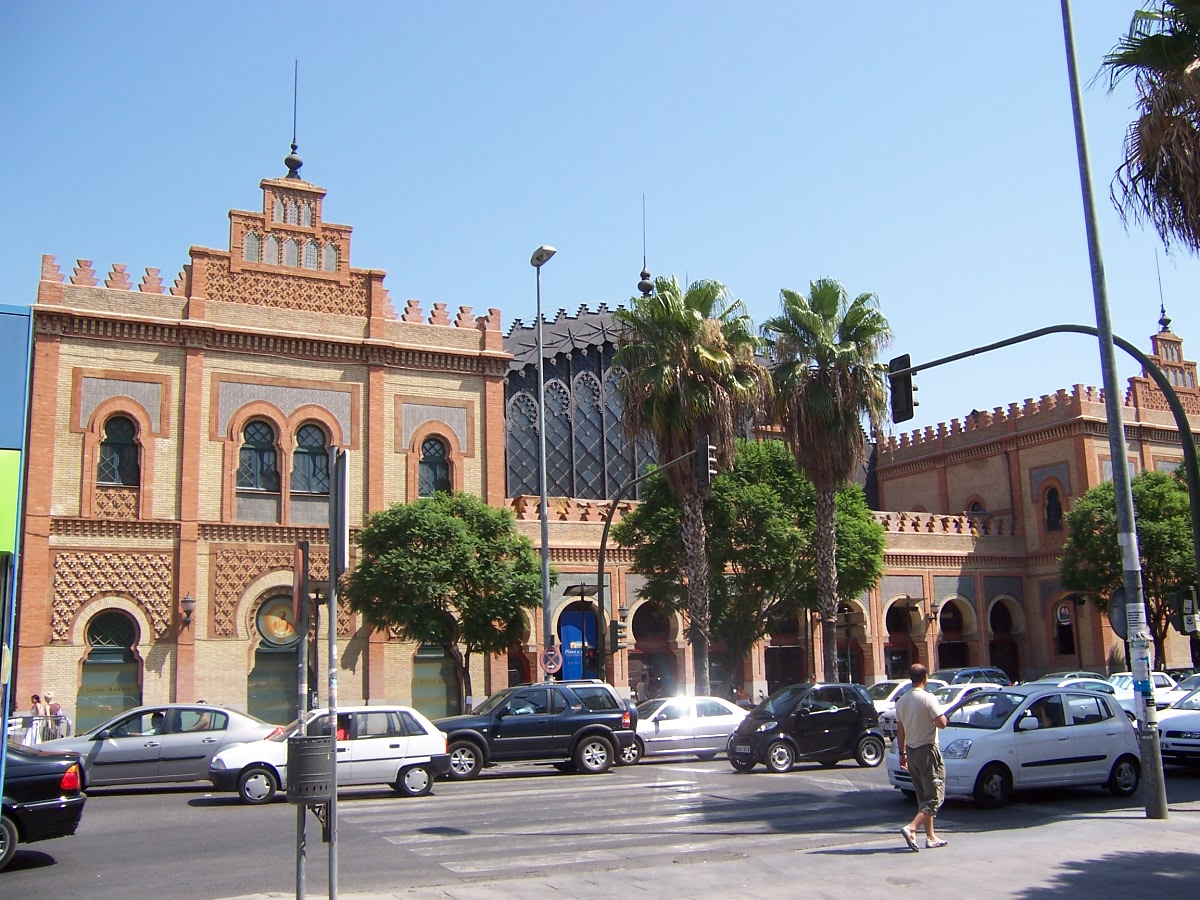
L'ancienne gare ferroviaire de Séville-Plaza de Armas
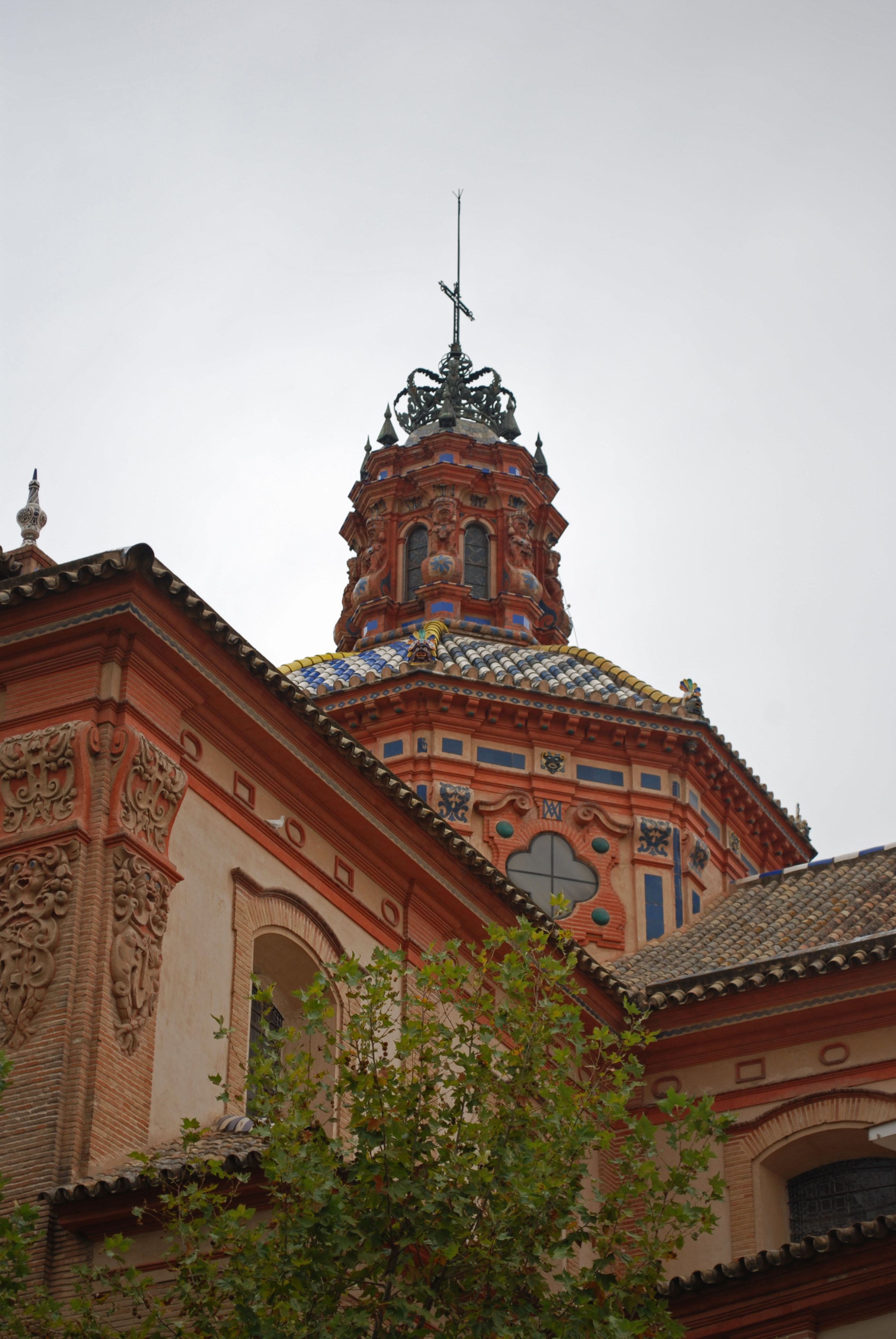
Église Sainte-Marie-Madeleine